# Dutch Relief Alliance
De Dutch Relief Alliance (DRA) is een coalitie van 14 Nederlandse hulporganisaties die in samenwerking met het Ministerie van Buitenlandse Zaken noodhulp bieden tijdens internationale humanitaire crises. Doel is het organiseren van snelle, effectieve en efficiënte hulp. De partners volgen de Core Humanitarian Standards en de Grand Bargain aanbevelingen om noodhulp te optimaliseren.
Er is een DRA-commissie die bestaat uit een voorzitter, vicevoorzitter en crisiscoördinator. De commissie beheert en coördineert de DRA-activiteiten en onderhoudt de contacten tussen het Nederlandse ministerie van Buitenlandse Zaken en de DRA-partnerorganisaties.

## Oorsprong
De DRA is in 2015 opgericht door 10 Nederlandse humanitaire particuliere organisaties die in 2014 begonnen met een samenwerking in de volgende crises: Zuid-Soedan, Ebola en Irak. Het Ministerie van Buitenlandse Zaken financierde de projecten en stimuleerde deze samenwerking door middel van een grootschalig financieringsmodel. In 2021 werkten 14 partnerorganisaties samen in verschillende humanitaire crises en focust de alliantie zich erop om humanitaire hulp te verlenen in overeenkomst met de Grand Bargain aanbevelingen en de Core Humanitarian Standards.

## Response mechanisme
Het Joint Response Mechanisme staat centraal in de werkwijze van de Dutch Relief Alliance. Door middel van Joint Responses probeert de DRA, in overeenstemming met humanitaire actieplannen en VN-beoordelingen, de mensen te bereiken die hulp het meest kunnen gebruiken. Joint Responses worden ontwikkeld en uitgevoerd door zowel DRA-partners en lokale organisaties en in samenwerking met andere internationale en lokale humanitaire actoren. De partnerorganisaties en lokale organisaties worden gekozen op basis van geografische en technische redenen. Door middel van ‘peer review’ mechanismes moeten partnerorganisaties elkaars voorstellen om deel te nemen aan een Joint Response evalueren. Dit wordt gedaan met behulp van een intern scoresystem dat gebaseerd is op objectieve kwaliteitscriteria. Dit proces bepaalt welke organisaties deel nemen aan een Joint Response en hoeveel financiering wordt toegewezen aan de Joint Response.
Joint Responses hebben de volgende kenmerken:
- Gezamenlijke monitoring en beoordeling van crises en trends
- DRA-partners beslissen zelf over het initiëren van een Joint Response en de financiering ervan
- Een Response Task Force (RTF), bestaande uit de meest ‘context-ervaren’ leden, beslist over context- en crisis specifieke voorwaarden, doelstellingen, thematische en geografische gebieden.
- Voorstellen worden beoordeeld en geselecteerd via peer review of worden ontworpen in gezamenlijke workshops
- Snelle financiële toewijzingen kunnen worden gedaan aan een Joint Response via directe toegang tot de fondsen
- Vaste afspraken met het Ministerie van Buitenlandse Zaken maken een flexibele en adaptieve programma-uitvoering mogelijk.

De Dutch Relief Alliance wordt gekenmerkt door een ‘dual response model’, aangezien Joint Responses zijn ontworpen voor zowel acute als langdurige humanitaire crises met het Acute Crises Mechanism (ACM) en het Protracted Crises Mechanism (PCM). Het idee achter de ACM is om tijdig – binnen 72 uur – te reageren op een acute crisis of piek in nood, zonder langdurige goedkeuringstrajecten. Daarnaast maakt de PCM het mogelijk om te investeren in duurzamere lange termijn reacties door middel van voorspelbare meerjarige financiering. Ook worden lokale partners betrokken bij de programma fases bij Joint Responses voor langdurige crises. Lokale partners krijgen bijvoorbeeld een deel van de fondsen.

## Partnerorganisaties
Het samenwerkingsverband bestaat de niet-overheidsorganisaties CARE Nederland; Cordaid; Dorcas; Oxfam Novib; Plan Internationaal; Red een Kind; Save the Children; SOS Kinderdorpen; Stichting Vluchteling; Tearfund NL; Terre des Hommes; War Child; World Vision; en ZOA.
Internationaal werkt de alliantie samen met 83 lokale organisaties. Ze streeft ernaar om humanitaire hulp zo lokaal mogelijk te maken om in te spelen op lokale behoeften en mogelijkheden.